# Agence pour la promotion des investissements au Mali
L'Agence pour la promotion des investissements au Mali (API-MALI), créé en 2005 et placé sous la tutelle du ministère de l'Industrie, des Investissements et du Commerce, est un établissement public à caractère administratif (EPA).

## Activités
À travers son guichet unique, l'API-MALI offre un point d’entrée unique pour toutes les procédures de création d’entreprises, d’assistance aux investisseurs et de délivrance d’agréments au code des investissements du Mali. L'API-MALI encourage et soutient le développement des investissements directs étrangers et nationaux, contribue à l’amélioration du climat des affaires, au développement et à la régulation des zones industrielles. L'API-MALI assiste également les entrepreneurs dans la création d'entreprise et l'optimisation fiscale.

## Histoire
Créée en 2005, l'API-MALI ne démarre ses opérations qu'en 2008.
Le 18 mars 2010, l'API-MALI met en place le Centre de Ressources AGOA Mali (CRA) pour faciliter l'accès aux bénéfices du African Growth and Opportunity Act aux entreprises maliennes.
En 2015, l'API-MALI déclare avoir assisté à la création de 7877 entreprises depuis sa lancement. Son budget sur 2017 est de 2,1 milliards de Fcfa.
En décembre 2016, un mot d'ordre de grève est lancé par les employés de l'API-MALI pour réclamer des primes impayées depuis 15 mois et la régularisation de certains salariés, face à une direction principalement soucieuse à remanier son personnel.

## Gouvernance
- Direction générale: Moussa Ismaïla Touré[7]

### lien externe
- Site officiel
- Lettre d'Informations Insider Invest Mali